# Liocichla omeiensis
El charlatán del Omei (Liocichla omeiensis) es un especie de ave paseriforme de la familia Leiothrichidae endémica de las montañas de sur de Sichuan, en China. Está estrechamente emparentada con el charlatán bugun (Liocichla bugunorum), una especie descrita en 2006, y con la que tiene mucho en común.
Tiene un color gris-oliva con manchas rojas en las alas. El plumaje de la cara es gris con delgados anillos rojos en cada lado de su rostro. Vive en climas semitropicales, en ambientes de selvas. Es un pájaro migratorio que vive en zonas elevadas, pasa los meses de verano a 1000 m de altura y a 600 m en invierno.
Es considerada una especie amenazada por la IUCN. Está en peligro por la destrucción de su hábitat que estí siendo convertido en suelo para la agricultura. Algunas poblaciones están protegidas en reservas naturales, como la del monte Emei.